# Hrabstwo Bruce
Hrabstwo Bruce (ang. Bruce County) – jednostka administracyjna kanadyjskiej prowincji Ontario leżąca na południu prowincji. Jego północna część obejmuje ziemie Półwyspu Bruce’a, część południowa - tereny leżące wzdłuż wschodnich brzegów jeziora Huron.
Hrabstwo ma 65 349 mieszkańców. Język angielski jest językiem ojczystym dla 92,1%, francuski dla 0,8% mieszkańców (2006).
W skład hrabstwa wchodzą:
- gmina Arran-Elderslie
- gmina Brockton
- kanton Huron-Kinloss
- gmina Kincardine
- gmina Northern Bruce Peninsula
- miasto (town) Saugeen Shores
- gmina South Bruce
- miasto (town) South Bruce Peninsula